# Tomotaka Okamoto
Tomotaka Okamoto (Sukumo, 3 dicembre 1976) è un controtenore giapponese famoso per i suoi duetti con Hayley Westenra.

## Biografia
Dopo diversi premi vinti da studente, debutta ufficialmente come soprano solista in un recital intitolato Revive the Ninth Symphony!, che celebrava l'ottantesimo anniversario della prima esecuzione della Nona Sinfonia di Beethoven.
Si iscrive al Conservatorio Francis Poulenc di Parigi e lo porta a termine col massimo dei voti.
È celebre per gli abiti buffi e vistosi che indossa durante le sue esecuzioni.
La sua voce è naturale e per i suoi vocalizzi, al contrario di altri sopranisti, non usa il falsetto. Dichiara quindi di essere uno dei soli tre sopranisti al mondo.